# García López de Sessé
García López de Sessé (?, segle XIV —?, segle xv) va ser un noble aragonès. Fou senyor d'Oliete, Alcaine, Favara i la Codonyera. Era fill de Juan López de Sesé y López de la Torre. Fervent urgellista, donà suport a Antonio de Luna, i l'acollí a les seves possessions després de l'assassinat de l'arquebisbe de Saragossa. A causa d'això, ell i el seu fill García foren excomunicats. Davant oferiments de l'abat de Valladolid, Diego Gómez de Fuensalida, procurador de l'infant Ferran de Castella, simulà canviar de partit, per la qual cosa pogué moure's lliurement pel regne i acudir a Mequinensa al costat d'Antonio de Luna per a constituir el parlament. Pare i fill romangueren fins a la fi en el partit urgellista i foren encarregats de procurar les tropes de Gascunya. Acompanyà Antonio de Luna a l'exili i en seguí la sort.